# Hjellestad-Bjelkarøy-Lerøy-Klokkarvik
Hjellestad-Bjelkarøy-Lerøy-Klokkarvik er en færgeforbindelse mellem Hjellestad, i Bergen kommune og Klokkarvik i  Sund kommune i Norge. På strækningen mellem Hjellestad og Klokkarvik anløber færgen øerne Bjelkarøy og Lerøy, Sund.

## Færger som er brugt på strækningen
Færger som er brugt på strækningen (færge, rederi, periode):
- MF Sundferja, A/S M/S Sundbussen, 1957-1989
- MF Fjordgar, Norled, 1990-2011
- MF Sundferja, Bergen-Nordhordland Rutelag, 2012-

| Vandsport/vandtransport | Spire Denne vandsports- eller vandtransportsartikel er en spire som bør udbygges. Du er velkommen til at hjælpe Wikipedia ved at udvide den. |